# 플로브디프 민속박물관

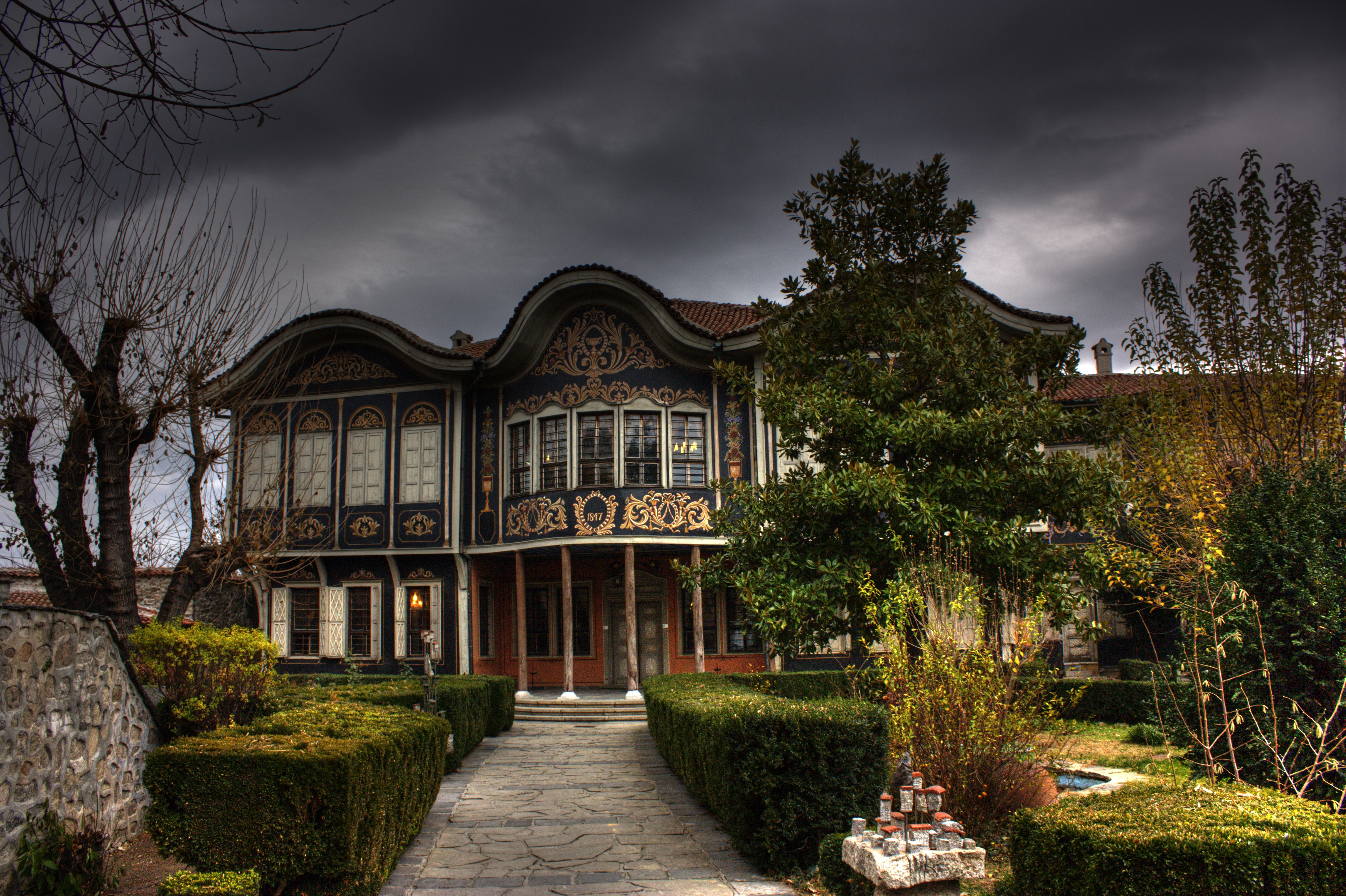
플로브디프 민속박물관

플로브디프 민속박물관(불가리아어: Регионален етнографски музей)은 불가리아 플로브디프에 위치한 민속 박물관이다. 1917년 설립되었으며, 4만 점 이상의 소장품이 있다.